# Entomological Society of Canada
Entomological Society of Canada lub Société d’Entomologie du Canada – kanadyjskie towarzystwo naukowe zrzeszające badaczy i miłośników entomologii. Jest jednym z największych i najstarszych profesjonalnych stowarzyszeń w Kanadzie.
Stowarzyszenie zostało założone w Toronto, 16 kwietnia 1863. Jego pierwszym przewodniczącym był Henry Holmes Croft, sekretarzem W. W. Saunders, a kuratorem Rev. J. Hubbert. Status prawny towarzystwo otrzymało w 1871. Zostało wówczas włączone, jako nowa sekcja, do Agricultural Arts Act pod nazwą "The Entomological Society of Ontario". W 1873 siedziba organizacji przeniesiona została do London, a potem, w 1906, do Guelph. 3 listopada 1950 członkowie Entomological Society of Ontario założyli obecne Entomological Society of Canada i przenieśli jego siedzibę do Ottawy
Obecnie, w celu koordynowania prac nad kanadyjską fauną, towarzystwo to, we współpracy z Canadian Museum of Nature utworzyło organizację Biological Survey of Canada. 
Towarzystwo od 1868 wydaje czasopismo naukowe The Canadian Entomologist, od 1955 suplement "Memoirs of the Entomological Society of Canada", a od 1969 także biuletyn "Bulletin".
W skład zarządu na lata 2012-13 wchodzą: Rosemarie De Clerck-Floate (prezydent), Rebecca Hallett oraz Staffan Lindgren (wiceprezydenci), Michel Cusson (były prezydent), Brent Elliott (dyrektor) oraz dyrektorzy regionalni: Bill Riel, Kevin Floate, Martin Erlandson, Kateryn Rochon, Patrice Bouchard, Annabelle Firlej i Carolyn Parsons.